# Geoffrey Couët
Geoffrey Couët (ur. 27 maja 1988 w Nantes) – francuski aktor filmowy, teatralny i telewizyjny, tancerz i reżyser.
W 2006 zdobył tytuł Bac Littéraire na kierunku matematyki i kina. W latach 2006–2009 studiował aktorstwo w Cours Florent w Paryżu. W 2009 roku zdobył nagrodę dla najlepszego aktora za występ w musicalu Rent. Jego pierwszy film krótkometrażowy L'Extra-tragique destin des Moutardes, którego był współscenarzystą i reżyserem z Frédérikiem Brodardem, otrzymał nagrodę za najlepszy scenariusz na Festival Première Marche 2011 w Troyes.

## Filmografia

### filmy fabularne
- 2007: Corps & âme (film krótkometrażowy) jako Ami Lisa
- 2009: Anomymat (moyen métrage)
- 2012: Comme 3 pommes (film krótkometrażowy) jako He
- 2014: Mat (film krótkometrażowy)
- 2014: Mano a Mano (film krótkometrażowy) jako przyjaciel Tybalta
- 2014: Air conditionné (film krótkometrażowy)
- 2014: Saint Laurent
- 2016: Père et fils, Thérapie
- 2016: Paryż 05:59 (Théo et Hugo dans le même bateau) jako Théo Daumier
- 2016: Facet na miarę (Un homme à la hauteur) jako sprzedawca magazynu dla mężczyzn

### filmy TV
- 2014: La Voyante jako Jérôme
- 2015: Camping Paradis - odc. 39 jako
- 2015: Section de recherches - odc. 103 jako Bachelor
- 2015: La Tueuse caméléon
- 2015: Camping paradis jako Type Bar

### realizacje
- 2013: Drink My Money (teledysk Jacinthe)
- 2014: L'Extra-tragique destin des Moutardes
- 2015: Imbuvable